# Dennis Elliott
Dennis Leslie Eliott (Peckham, 18 agosto 1950) è un batterista britannico, noto per la sua lunga militanza nei Foreigner.
Dopo aver abbandonato i Foreigner nel 1992, si è ritirato dall'industria musicale per dedicarsi esclusivamente all'attività di scultore.

## Biografia
Dennis Leslie Elliott comincia a suonare la batteria sin da giovanissimo, esibendosi con la band della sua famiglia in alcuni locali in giro per Londra già dalla tenera età di 5 anni. Dopo alcune altre esperienze, a 19 anni si unisce alla band jazz/rock If, con cui gira il mondo suonando per l'Europa e gli Stati Uniti.
Nel 1974, Elliott si unisce alla band dell'ex cantante dei Mott the Hoople, Ian Hunter, suonando nel suo primo album da solista intitolato Ian Hunter. Successivamente viene scelto come batterista dei neonati Foreigner nel 1976. Dopo aver conseguito grande successo commerciale, lascia ufficialmente la band nel gennaio 1993.
In seguito decide di dedicarsi esclusivamente alla sua grande passione per la scultura. Autodidatta, molte delle sue opere sono state vasi in legno di radica, specchi a parete scolpiti, sculture a parete e sculture orbitali.